# Roy Scheider

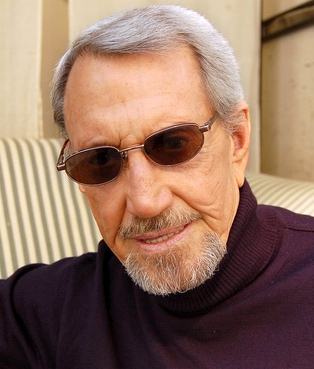
Roy Scheider, 2007

Roy Richard Scheider (* 10. November 1932 in Orange, New Jersey; † 10. Februar 2008 in Little Rock, Arkansas) war ein US-amerikanischer Filmschauspieler. Er stand in mehr als 80 Film- und Fernsehproduktionen vor der Kamera und war zweimal für einen Oscar nominiert.

## Karriere
Scheider wurde als Sohn von Anna Scheider, geborene Crosson, und Roy Bernhard Scheider geboren. Seine irischstämmige Mutter war römisch-katholisch, sein deutschstämmiger protestantischer Vater arbeitete als Automechaniker. Der drahtige und sportliche Scheider besuchte die Highschool in Maplewood, New Jersey und übte mehrere Sportarten aus, u. a. Baseball und Boxen. Später studierte er Drama an der Rutgers University und am Franklin & Marshall College in Lancaster, Pennsylvania, wo er ein Mitglied der Phi Kappa Psi-Studentenverbindung war.
Nach dem Militärdienst versuchte sich Scheider als Schauspieler. In New York, wo er zunächst durch Bühnenauftritte auf sich aufmerksam machte, erhielt er einen Obie Award für seine Darstellung in der Off-Broadway-Produktion Stephen D. in der Saison 1967/68. Zu diesem Zeitpunkt hatte er sein Filmdebüt mit dem frühen Splatterstreifen The Curse of the Living Corpse (1964) schon hinter sich gebracht. Es folgten kleinere Auftritte in Kinofilmen. 1971 hatte Scheider jedoch bedeutende Nebenrollen in zwei großen Filmerfolgen, in Alan J. Pakulas Thriller Klute, für den Jane Fonda ihren ersten Oscar gewann, und in William Friedkins dynamischem Polizeifilm The French Connection, der Gene Hackman einen Oscar und Scheider eine Nominierung einbrachte.
Der Produzent von French Connection, Philip D’Antoni, versuchte 1973 in eigener Regie, mit Scheider in der Hauptrolle des harten Straßencops diesen Erfolg zu wiederholen. Obwohl auch The Seven-Ups eine der spektakulärsten Autoverfolgungsjagden der Filmgeschichte enthielt, blieb das Einspielergebnis hinter den Erwartungen zurück. 1975 wurde er von Steven Spielberg für den Part des widerstrebend heldenhaften Polizeichefs in dem Blockbuster Der weiße Hai engagiert. Der Film machte Scheider sowie seine Partner Richard Dreyfuss und Robert Shaw zu internationalen Stars. 1976 spielte er den Geheimagenten ‚Doc‘ Levy, Bruder des von Dustin Hoffman dargestellten Titelhelden in Der Marathon-Mann. 
1977 folgte die ambitionierte Neuverfilmung des französischen Klassikers Lohn der Angst von 1953. Atemlos vor Angst von William Friedkin mit Scheider in der Rolle von seinerzeit Yves Montand fiel bei Kritik und Publikum jedoch durch. Anschließend sollte Scheider in dem Universal-Film Die durch die Hölle gehen mitspielen. Aufgrund von künstlerischen Differenzen verzichtete Scheider jedoch darauf. Da Universal einen Drei-Filme-Vertrag mit ihm hatte, musste er gegen seinen Willen für Universal im Film Der weiße Hai 2 mitspielen. Der von dem hauptsächlich für das Fernsehen tätigen Regisseur Jeannot Szwarc inszenierte Film Der weiße Hai 2 von 1978 erlebte bei doppelt so hohen Produktionskosten im Vergleich zum Vorgänger ebenfalls nur einen Bruchteil des Erfolgs.
1979 übernahm Scheider die Hauptrolle in einem der ersten Kinofilme Jonathan Demmes, in dem durch Alfred Hitchcock inspirierten Psychothriller Tödliche Umarmung. Im selben Jahr wurde er gegen sein bisheriges Image von Bob Fosse als selbstzerstörerischer Choreograf in dessen stark autobiografischem Film All That Jazz – Hinter dem Rampenlicht eingesetzt. Diese Leistung brachte Scheider seine zweite Oscar-Nominierung ein.
1982 war Scheider als Psychiater an der Seite von Meryl Streep in dem ebenfalls an Hitchcock angelehnten Thriller In der Stille der Nacht zu sehen. Mit dem futuristischen Film Das fliegende Auge kehrte er 1983 zum Actionfilm zurück. 1984 trat er wieder in der mit Spannung erwarteten Fortsetzung von  2001: Odyssee im Weltraum  auf: 2010: Das Jahr, in dem wir Kontakt aufnehmen konnte jedoch trotz beeindruckender Spezialeffekte und viel gelobter Schauspieler künstlerisch und kommerziell nicht dem Vergleich mit Stanley Kubricks Meisterwerk standhalten.
In der Folgezeit blieb Scheider zwar viel beschäftigt, trat jedoch meist nur noch mit Nebenrollen in Filmen von nachlassender Qualität in Erscheinung. Mitte der 1990er Jahre fand er mit einigem Erfolg noch einmal beruflich mit Steven Spielberg zusammen. In den ersten beiden Staffeln der von Spielberg produzierten Fernsehserie SeaQuest DSV spielte Scheider von 1993 bis 1995 den Kapitän eines High-Tech-U-Bootes. 2004 trat er als Filmvater von Thomas Jane in der Marvel-Comic-Verfilmung The Punisher auf.
Unmittelbar nach der Genesung von einer schweren Erkrankung übernahm Roy Scheider wieder tragende Rollen in Filmproduktionen, so als ein an Columbo erinnernder Polizist in dem in den Hamptons spielenden Thriller If I Didn’t Care, der im Oktober 2006 beim Hamptons International Film Festival uraufgeführt wurde. 2007 konnte Scheider noch die Dreharbeiten zu dem Thriller Dark Honeymoon beenden, in dem er an der Seite von Tia Carrere, Lindy Booth, Daryl Hannah und Eric Roberts spielte.
Seinen letzten Auftritt vor der Filmkamera hatte er in dem an Originalschauplätzen in Deutschland, Polen und New York City gedrehten Drama Iron Cross, in dem er die Hauptrolle spielte. Scheider verkörperte darin einen pensionierten New Yorker Polizisten und Überlebenden des Holocaust, der beim Besuch seines in Nürnberg lebenden Sohnes in dessen Nachbarn, dargestellt von Helmut Berger, einen Nazioffizier und den Mörder seiner Familie wiederzuerkennen glaubt. Der Film befand sich zum Zeitpunkt von Scheiders Tod in der Nachbearbeitungsphase und wurde im Dezember 2009 in den USA veröffentlicht.

## Persönliches
Scheider war in seiner Jugend ein ambitionierter Baseballspieler und Boxer, wovon seine gebrochene Nase zeugte. Bei vielen Filmen machte man sich seine körperliche Fitness zunutze, so etwa in Der Marathon-Mann, wo er in seinem Hotelzimmer Liegestütze ausführt. In diesem Film spielte Scheider halbnackt und ungedoubelt eine äußerst brutale Zweikampfszene mit einem asiatischen Killer.
Roy Scheider war von 1962 bis 1989 mit der Filmeditorin Cynthia Scheider, geborene Bebout, verheiratet. Das Paar hatte sich beim Shakespeare-Festival in Stratford, Connecticut kennengelernt. Aus der Ehe ging eine 1964 geborene Tochter hervor, die 2006 starb. 1989 heiratete er seine Kollegin Brenda Siemer King, die später in SeaQuest DSV auch seine Filmgattin verkörperte. Mit King hatte Scheider den Sohn Christian Scheider (* 1990), der ebenfalls bereits als Schauspieler in Erscheinung getreten ist, sowie eine Tochter. Roy Scheider hinterließ zwei Enkelkinder.
2004 wurde bei dem mittlerweile 72-jährigen Darsteller  ein Plasmozytom diagnostiziert. Im Juni 2005 unterzog er sich einer Stammzelltransplantation, für welche die Zellen aus seinem eigenen Blut gewonnen wurden. Während der Rekonvaleszenz wies Scheider auf die Ironie hin, dass er in der John-Grisham-Verfilmung Der Regenmacher (1997) den Chef einer Versicherungsgesellschaft gespielt hatte, die einem Kunden die Bezahlung einer Knochenmarktransplantation verweigerte. Am 10. Februar 2008 starb er nach einer Staphylokokken-Infektion im Alter von 75 Jahren in einem Krankenhaus in Arkansas.

## Filmografie
- 1962: The Edge of Night (Fernsehserie)
- 1964: The Curse of the Living Corpse
- 1964: Camera Three (Fernsehserie)
- 1965–1966: Love of Life (Fernsehserie)
- 1966: Lamp at Midnight (Fernsehfilm)
- 1966: Hallmark Television Playhouse (Hallmark Hall of Fame, Fernsehserie)
- 1967: Das Geheimnis der blauen Krone (Coronet Blue, Fernsehserie)
- 1967: The Secret Storm (Fernsehserie)
- 1968: Heiße Spuren (N.Y.P.D., Fernsehserie)
- 1968: Star!
- 1968: Papierlöwe (Paper Lion)
- 1969: Stiletto
- 1970: Loving
- 1970: Puzzle of a Downfall Child
- 1971: Klute
- 1971: Brennpunkt Brooklyn (The French Connection)
- 1971: Cannon
- 1972: To Be Young, Gifted, and Black (Fernsehfilm)
- 1972: Big Deal (Assignment: Munich, Fernsehfilm)
- 1972: Das Attentat (L’Attentat)
- 1972: Brutale Schatten (Un homme est mort)
- 1973: Die Seven-Ups (The Seven-Ups)
- 1975: Sheila Levine Is Dead and Living in New York
- 1975: Der weiße Hai (Jaws)
- 1976: Der Marathon-Mann (Marathon Man)
- 1977: Atemlos vor Angst (Sorcerer)
- 1978: Der weiße Hai 2 (Jaws 2)
- 1979: Tödliche Umarmung (Last Embrace)
- 1979: Hinter dem Rampenlicht (All That Jazz)
- 1982: In der Stille der Nacht (Still of the Night)
- 1983: Das fliegende Auge (Blue Thunder)
- 1983: In Our Hands (Dokumentarfilm)
- 1983: Der Weg durch die Hölle (Jacobo Timerman: Prisoner Without a Name, Cell Without a Number, Fernsehfilm)
- 1983: Super-Cup (Tiger Town, Fernsehfilm)
- 1984: 2010: Das Jahr, in dem wir Kontakt aufnehmen (2010: The Year We Make Contact)
- 1985: Saturday Night Live (Fernsehserie)
- 1985: Mishima – Ein Leben in vier Kapiteln (Mishima: A Life in Four Chapters, Stimme)
- 1986: The Men’s Club
- 1986: 52 Pick-Up
- 1989: Hitman – In der Gewalt der Entführer (Cohen and Tate)
- 1989: Die Große Herausforderung (Listen to Me)
- 1989: Final Game – Die Killerkralle (Night Game)
- 1990: Powerplay (The Fourth War)
- 1990: Der Tod im Sucher (Somebody Has to Shoot the Picture, Fernsehfilm)
- 1990: Das Rußland-Haus (The Russia House)
- 1991: Contact: The Yanomami Indians of Brazil
- 1991: Naked Lunch – Nackter Rausch (Naked Lunch)
- 1993: Deckname Caliph (Wild Justice, Fernsehfilm)
- 1993: Romeo Is Bleeding
- 1993–1995: SeaQuest DSV (Fernsehserie)
- 1994: Wilde Rache (Wild Justice)
- 1997: The Definite Maybe
- 1997: Das Glück hat sieben Augen (Money Play$, Fernsehfilm)
- 1997: Die Cuba-Connection (Plato’s Run)
- 1997: Executive Target
- 1997: The Rage – Im Rausch der Gewalt (The Rage)
- 1997: Das Familiengeheimnis (The Myth of Fingerprints)
- 1997: Red Zone (The Peacekeeper)
- 1997: Der Regenmacher (The Rainmaker)
- 1998: White Raven – Diamant des Todes (The White Raven)
- 1998: Steel Train (Evasive Action)
- 1998: Better Living
- 1999: Silver Wolf – Eisige Jagd (Silver Wolf, Fernsehfilm)
- 1999: Die Siebente Papyrusrolle (The Seventh Scroll, Fernsehserie)
- 1999: Citizen Kane – Die Hollywood-Legende (RKO 281, Fernsehfilm)
- 2000: Chain of Command – Helden sterben nie (Chain of Command)
- 2000: Falling Through
- 2000: The Doorway
- 2000: Daybreak – Katastrophe in L.A. (Daybreak)
- 2001: Diamond Hunters (Fernsehfilm)
- 2001: Time Lapse
- 2002: Backflash 2 – Angels Don’t Sleep Here
- 2002: The Feds: U.S. Postal Inspectors
- 2002: Texas 46
- 2002: King of Texas (Fernsehfilm)
- 2002: Third Watch – Einsatz am Limit (Third Watch, Fernsehserie)
- 2003: Red Serpent
- 2003: Citizen Verdict – Im Namen der Einschaltquote (Citizen Verdict)
- 2003: Wes Craven präsentiert Dracula II – The Ascension (Dracula II: Ascension)
- 2004: The Punisher
- 2005: Love Thy Neighbor
- 2005: Wes Craven präsentiert Dracula III – Legacy (Dracula III: Legacy)
- 2006: Last Chance (Kurzfilm)
- 2007: Criminal Intent – Verbrechen im Visier (Law & Order: Criminal Intent, Fernsehserie, 132 Das Todesalbum / Endgame)
- 2007: Zwischen den Fronten (The Poet)
- 2007: Blue Blood – Wer sich in Gefahr begibt (If I Didn’t Care)
- 2008: Dark Honeymoon
- 2008: Iron Cross

## Auszeichnungen
- 1968: Obie Award, Kategorie Distinguished Performances in Stephen D.
- 1972: Oscar-Nominierung als Bester Nebendarsteller in French Connection – Brennpunkt Brooklyn
- 1980: Oscar-Nominierung als Bester Hauptdarsteller in Hinter dem Rampenlicht
- 1980: Golden-Globe-Nominierung als Bester Hauptdarsteller/Musical für Hinter dem Rampenlicht
- 1980: Drama League Critics Award, Kategorie Performance of the Year in Betrayal
- 1981: BAFTA-Nominierung für Hinter dem Rampenlicht